# Willungia
Willungia is een geslacht van uitgestorven weekdieren uit de klasse van de Gastropoda (slakken). Exemplaren van dit geslacht zijn slechts als fossiel bekend.

## Soorten
- Willungia erro (Laws, 1941) †
- Willungia fracta (Tomlin, 1916) †
- Willungia maoria Powell, 1938 †
- Willungia tasmanica Powell, 1938 †